# Sarah Lucas

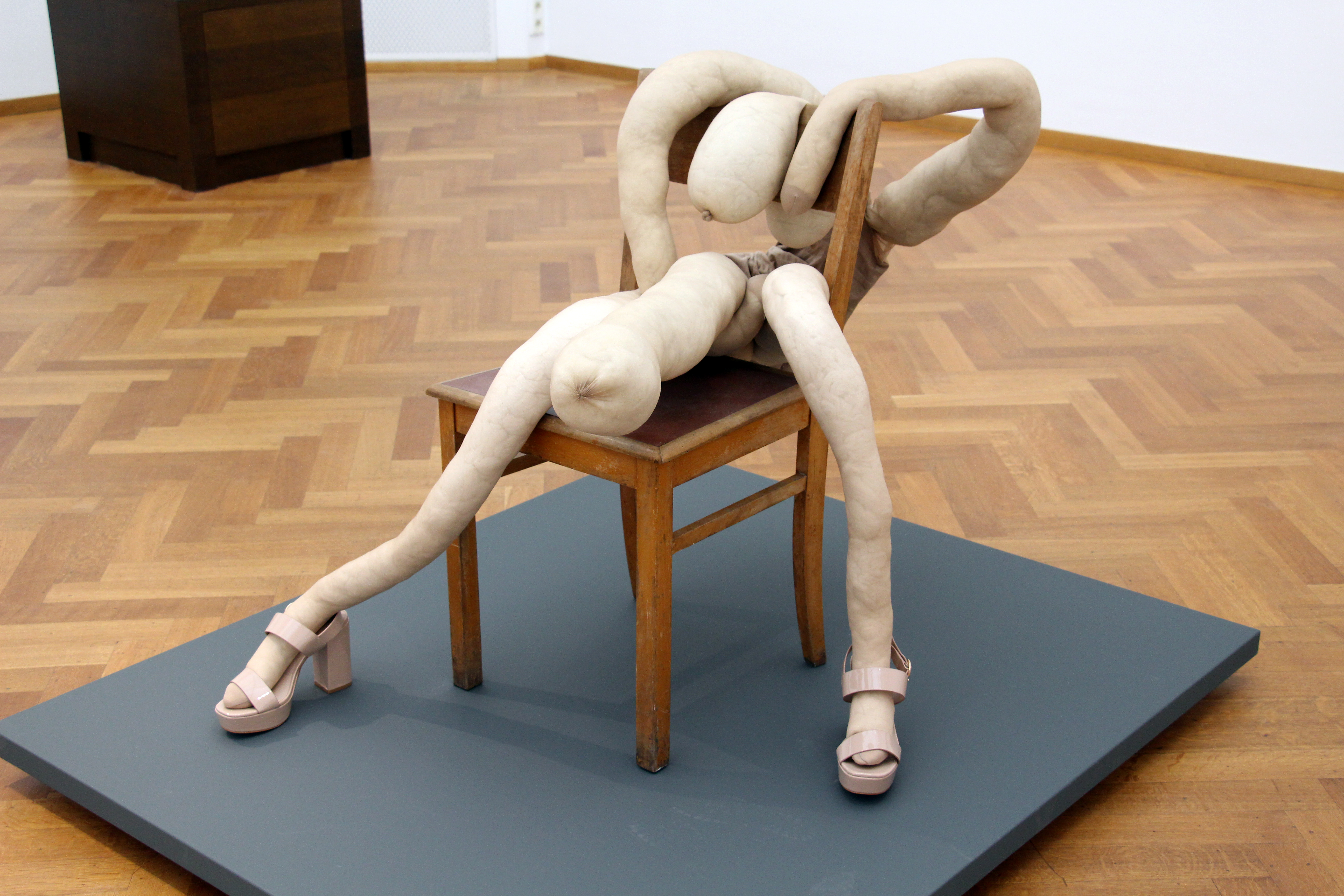
Sarah Lucas, Nobby Bloke, 2017 in het Kunstmuseum Den Haag.

Sarah Lucas (Holloway (Londen), 23 oktober 1962) is een Britse beeldend kunstenaar. Ze maakt multimediale installaties, sculpturen en assemblages met gevonden materialen, en werkt met fotografie. Lucas studeerde aan het Goldsmiths College in Londen, en maakte in de jaren 90 van de 20e eeuw, samen met onder anderen Damien Hirst, Tracey Emin, Angela Bulloch, Gary Hume en Ron Mueck, deel uit van het Young British Artists-collectief.

## Carrière
Lucas' werk werd in 1992 opgenomen in de Saatchi-collectie. Ze stelt sindsdien op internationaal niveau tentoon, met solo-tentoonstellingen in onder andere het Museum Boijmans van Beuningen (Rotterdam), Museum Ludwig (Keulen), Tate Liverpool, New Museum (New York) en het Hammer Museum (Los Angeles).
Haar werk maakte in 2003 en 2015 deel uit van de Biënnale van Venetië.
In Nederland was haar werk te zien in groepstentoonstellingen in De Hallen (het huidige Frans Hals Museum, Haarlem), Het Nieuwe Instituut (Rotterdam), het Fries Museum (Leeuwarden), de Kunsthal Rotterdam en De Fabriek (Eindhoven).
Lucas wordt vertegenwoordigd door verschillende galeries, waaronder Gladstone Gallery (New York). Ze woont en werkt in Londen.

## Werk
Het werk van Lucas verwijst vaak naar seksualiteit en feminisme. Haar sculpturen en installaties worden, door de onderwerpen en het rauwe materiaalgebruik, als confronterend ervaren. Het werk kenmerkt zich onder andere door de reductie van mensen tot een kaal frame en hun geslachtskenmerken, uitgevoerd in banale en ongepolijste voorwerpen. Humor is echter nooit veraf.
Met weinig middelen verbeeldt Lucas mensfiguren en absurde situaties. Bekend is haar werk Au Naturel, dat bestaat uit een vlekkerige oude matras die schijnbaar achteloos weggeworpen in een hoek ligt, en waarop met een emmer en fruit (meloenen, sinaasappels en een courgette) een man en een vrouw worden gesuggereerd.